# Castell de Tarabau
El castell de Tarabau s'alça en un turó que forma una mola d'un serrat situat entre el riu Rialb i el torrent del Cerdanyès. Té una situació dominant sobre la part septentrional de la conca del Rialb.

## Història
El castell de Tarabau és esmentat des de l'any 892, en què Koigo va vendre a Sunila i a la seva muller Ligília una vinya i un trull que es trobaven «in castro Tarabaldi» al lloc dit «Binganio». El terme del castell comprenia la capçalera del Rialb, que els documents anomenen la vall de Tarabau. És esmentat sovint com a afrontació de diversos castells veïns. L'any 961 apareix com a límit del castell de la Rua en una donació que feu Sanç el monestir de Sant Serni de Tavèrnoles. L'any 1033, el comte d'Urgell Ermengol II i la seva esposa Constança van vendre a Arnau Mir de Tost el castell de Llordà que afrontava a llevant amb Tarabau. Documents dels anys 1055, 1078, 1080, 1088, 1092,1095 i altres de posteriors esmenten l'existència del terme, la vall i el castell de Tarabau.
El castell es relaciona amb la nissaga del mateix nom, senyors del castell, que van tenir un paper destacat en la vida política del comtat d'Urgell als segles xi i xii. Els Tarabau tenen el mateix origen que els Meià. Borrell de Tarabau era fill d'Ermemir i germà de Guillem de Meià. Aquests germans apareixen (1018-1026) com a ostatges per a garantir el pacte signat entre Ermengol II d'Urgell i Berenguer Ramon I de Barcelona sobre els castells d'Alòs, Montmagastre, Malagastre i Artesa. A partir d'aquí i fins a 1180, els Tarabau són documentats com a marmessors i testimonis però només en alguns casos en instruments relatius al castell de Tarabau. Així, l'any 1092, Ramon Guerau de Tarabau donà un mas a l'església del Sant Sepulcre de la Seu, situat dins el castell de Tarabau. El comte Ermengol VII d'Urgell, en el testament de l'any 1167, feu donació al seu fill Ermengol VIII, entre altres castells, del de Tarabau amb totes les pertinences que hi havia al seu terme. Per tant, en aquest moment, l'alt domini del castell es trobava en mans dels comtes d'Urgell i els Tarabau devien ser-ne feudataris.
No es tenen notícies posteriors sobre el castell. El terme de Tarabau acabà integrat en la baronia de Rialb. Els darrers senyors de Tarabau foren, al segle xix, els Mercader i els Sadurní.

## Arquitectura
Les restes conservades són molt escasses però és una fortificació notable, tant per l'antigor de la primera documentació com, sobretot, per les seves característiques. Al cim de la penya que s'alça cap a la banda nord del planell superior del turó hi havia segurament un castellet de planta rectangular. Actualment es veu amb dificultat el mur occidental, d'uns 4 m de llarg i una alçada d'uns 30 cm, assentat damunt la roca. Són una o dues filades de carreus petits i poc treballats. L'amplada de l'edifici devia ésser d'uns 4 m. Al nord d'aquesta construcció hi ha un dipòsit cavat a la roca de 170 x 110 cm.
En el conjunt de la mola, que té una planta semblant a un triangle, amb una amplada, a migjorn, d'uns 200 m i una longitud de sud a nord d'uns 150 m, a part d'aquest petit castell o torre, hi ha una construcció rectangular que hom ha identificat amb una església a la banda sud-oest; una muralla de tancament a tota la banda meridional, on hi ha la porta, i, potser, diverses construccions a l'esplanada del sud-est.
El planell, més o menys accidentat que hi ha al cim del turó resta envoltat de cingles gairebé per totes bandes. Potser la zona menys protegida és la meridional. En aquesta banda es construí una muralla, on hi devia haver la porta d'accés i, a llevant, potser, una espècie de torre. Actualment, part d'aquesta muralla s'ha ensorrat i la porta ha estat refeta modernament. Tot el sector est de la muralla, de 8 m de llarg i una alçada de 4,5 m, és, però, original. Així mateix, també ho són els 5 m i els 7 m de mur de l'angle que hi ha a l'est d'aquest pany de mur, que té un gruix, al cim, de 70 cm. Aquestes muralles són fetes amb carreus de mida mitjana (15 cm d'alt per 30 cm de llarg), poc treballats, però ben arrenglerats, units amb morter de calç. A la base hi ha, amb tot, pedres força més grosses. Així mateix, als caires, els carreus són una mica més grans.
En aquesta façana meridional de la mola, tant en un costat com en l'altre d'aquest lloc de pas central, arran de l'espadat, hi ha restes de muralla, que en algun lloc arriba a fer 2 m. Segurament aquest mur resseguia bona part del perímetre del planell superior. Entrant a mà dreta, a l'est, potser hi havia hagut alguna construcció. De fet, però, només s'hi veu la roca aplanada i tallada i alguna pedra. La suposada església és uns metres més enllà, entrant a mà esquerra. Per sota de la mola, en especial a la banda de ponent, hi ha grans balmes o esplugues, destinades a tancar-hi el bestiar, que, en algun moment pogueren servir també com a lloc d'habitatge.
Segurament, el castell de Tarabau es pot considerar un «oppidum». Segons Fournier, inicialment devia fer la funció de lloc de refugi dels habitants d'aquestes contrades més que no pas de fortificació. Aquesta funció de refugi temporal estava d'acord amb la concepció que tenien els contemporanis en els segles V al X de la defensa. Algunes de les muralles meridionals, però, són probablement posteriors, del segle xi.
La torre o castellet bastit al cim de la mola es dataria d'abans de l'any 1000.